# Primat (bouteille)
Pour les articles homonymes, voir Primat.
 (novembre 2015).
En œnologie, le primat est une bouteille en verre conçue pour contenir l'équivalence de trente-six bouteilles de 75 cl, soit vingt-sept litres.